# Барановський Леонід Андрійович
Леонід Андрійович Барановський (рос. Леонид Андреевич Барановский нар. 15 липня 1953, Одеса УРСР — пом. 8 грудня 2013) — радянський футболіст, півзахисник.

## Життєпис
Вихованець ДЮСШ «Локомотив» (Одеса). У 1971 році 18-річний Леонід став гравцем одеського «Чорноморця». В команді відіграв чотири сезони, у сезоні 1974 року став бронзовим призером Вищої ліги радянського чемпіонату, у складі якого відзначився 3-а голами в 21 матчі. У 1975 році перейшов до одеського СКА, відзначився 4-а голами в 54-х поєдинках. Завершив кар'єру через серйозну травму у віці 25 років.
Закінчив Одеський інститут народного господарства. Довгий час працював провідником на Одеській залізниці.
Помер 8 грудня 2013 року в Одесі після тривалої хвороби.

## Досягнення
- Перша ліга чемпіонату СРСР
  -  Чемпіон (1): 1973

- Вища ліга чемпіонату СРСР
  -  Бронзовий призер (1): 1974.